# Andy Warhol: Re-Reproduction
Andy Warhol: Re-Reproduction è un cortometraggio del 1974 diretto da Toshio Matsumoto e basato sulla vita del pittore statunitense Andy Warhol.